# Coupe d'Europe des nations de rugby à XIII 1996
Navigation
Édition précédente Édition suivante
La Coupe d'Europe des nations de rugby à XIII 1996 est la vingtième-quatrième édition de la Coupe d'Europe des nations de rugby à XIII, elle se déroule du 5 juin 1996 au 26 juin 1996, et oppose l'Angleterre, la France et le Pays de Galles. Ces trois nations composent le premier niveau européen.

## Les équipes

### France
| Nom                   | Âge | Matchs (Ptsmarqués) pendant l'édition | Club               |
| --------------------- | --- | ------------------------------------- | ------------------ |
| Darren Adams          | 30  | 1 (0)                                 | Châtillon          |
| Frédéric Banquet      | 20  | 2 (0)                                 | Carcassonne        |
| Jérôme Bisson         | 23  | 2 (0)                                 | Villeneuve-sur-Lot |
| Pascal Bomati         | 22  | 2 (0)                                 | XIII Catalan       |
| Hadji Boudebza        | 29  | 2 (0)                                 | Saint-Estève       |
| Didier Cabestany      | 27  | 2 (0)                                 | XIII Catalan       |
| Laurent Cambres       | 22  | 1 (0)                                 | Villeneuve-sur-Lot |
| Arnaud Cervello       | 24  | 2 (8)                                 | Saint-Estève       |
| Fabien Devecchi       | 21  | 2 (0)                                 | Villeneuve-sur-Lot |
| Patrick Entat         | 31  | 2 (0)                                 | Avignon            |
| Jean-Marc Garcia      | 25  | 2 (0)                                 | Sheffield          |
| Pascal Jampy          | 23  | 2 (0)                                 | XIII Catalan       |
| Laurent Lucchese      | 23  | 2 (0)                                 | Carcassonne        |
| Régis Pastre-Courtine | 26  | 1 (0)                                 | Villeneuve-sur-Lot |
| Jacques Pech          | 30  | 1 (0)                                 | Pia                |
| Gaël Tallec           | 19  | 1 (4)                                 | Wigan              |
| Frédéric Teixido      | 24  | 2 (0)                                 | Limoux             |
| Patrick Torreilles    | 26  | 2 (4)                                 | Pia                |
| Éric van Brussel      | 24  | 1 (4)                                 | Saint-Estève       |
| Éric Vergniol         | 28  | 1 (0)                                 | Tonneins           |
| Bagdad Yaha           | 26  | 1 (0)                                 | Lyon-Villeurbanne  |

## Classement
| Classement |                |   |   |   |   |    |     |     |
|            | Équipe         | J | V | N | D | PP | PC  | Pts |
| 1          | Angleterre     | 2 | 2 | 0 | 0 | 99 | 18  | 4   |
| 2          | Pays de Galles | 2 | 1 | 0 | 1 | 46 | 40  | 2   |
| 3          | France         | 2 | 0 | 0 | 2 | 20 | 107 | 0   |

| 5 juin 1996  | France         | 14 - 34 | Pays de Galles | Stade Albert-Domec, Carcassonne |
| 12 juin 1996 | Angleterre     | 73 - 6  | France         | Gateshead Stadium, Gateshead    |
| 26 juin 1996 | Pays de Galles | 12 - 26 | Angleterre     | Cardiff Arms Park, Cardiff      |